# Alchemilla multiloba
Alchemilla multiloba är en rosväxtart som beskrevs av A. Plocek. Alchemilla multiloba ingår i släktet daggkåpor, och familjen rosväxter. Inga underarter finns listade i Catalogue of Life.